# Charles François Regis Baesen
Charles François Regis Baesen d'Houtain (Brussel, 24 februari 1759 - Brussel, 13 april 1818) was een Brussels notabele, belastingontvanger en lid van de Tweede Kamer der Staten-Generaal.
Baesen d'Houtain, wiens familie oorspronkelijk afkomstig was uit Breda en zich aan het einde van de achttiende eeuw in de Oostenrijkse Nederlanden vestigde, was heer van Houtem (Houtain) in het Waalse deel van Brabant. Zijn vader was advocaat bij de Grote Raad van Mechelen, raadspensionaris in Mechelen en raadsheer in de Raad van Brabant (1738). Zijn familie had een inkomenspositie van Fr.15000. Later zou de familie geadeld worden door de Belgische koning Leopold I.
Charles Baesen was zelf hoofdontvanger van de directe belastingen in Brussel, en was in 1815 bij de inrichting van het Verenigd Koninkrijk der Nederlanden kandidaat-grondwetsnotabele voor het Leiedepartement. Van 1815 tot 1818 was hij vervolgens lid van de Tweede Kamer voor de provincie Zuid-Brabant. Ook was hij auditeur bij de Rekenkamer. Hij is benoemd tot ridder in de Orde van de Nederlandse Leeuw (ook wel Ordre du Lion Belgique).
- Biografisch Portaal: 59334883
- Parlement.com: vg09lltckay3